# Moho (tỉnh)
Tỉnh Moho (tiếng Tây Ban Nha: Provincia de Moho) là một tỉnh thuộc vùng Puno của Peru. Tỉnh Moho có diện tích 1000 km², dân số thời điểm theo điều tra dân số ngày 11 tháng 7 năm 1993 là 33320 người. Tỉnh lỵ đóng ở Moho.